# Эмке, Коралайн Ада
Ко́ралайн А́да Э́мке (англ. Coraline Ada Ehmke; род. XX век, США) — транс-женщина, разработчица программного обеспечения  из Чикаго, штат Иллинойс (США). Известна своей работой в Ruby, а в 2016 году получила награду Ruby Hero на RailsConf, конференции для разработчиков Ruby on Rails. Она также известна своей активностью в области социальной справедливости, в том числе пропагандой принятия кодексов поведения для проектов и сообществ с открытым исходным кодом.

## Карьера
Работала в различных отраслях, включая консалтинг, образование, рекламу, здравоохранение и разработку программного обеспечения. Эмке начала писать программное обеспечение в 1994 году, используя язык программирования Perl. С тех пор она написала  программное обеспечение на ASP.NET и Java,  а в 2007 году начала програмировать на Ruby. Она является автором 25 систем RubyGems и участвовала в проектах, включая Rspec и Ruby on Rails. Она часто выступала на конференциях по программному обеспечению и выступала на многочисленных технологических конференциях по всему миру, включая RubyFuza в Кейптауне, Южная Африка и RubyConf Brazil.
В 2013 году на конференции Madison + Ruby Эмке была среди людей, которые объявили о создании сообщества для ЛГБТ-технологов под названием LGBTech. Во время этого объявления она также публично выступила в роли трансгендера.
В 2014 году Эмке создала веб-сайт OS4W.org, чтобы помочь всем женщинам внести свой вклад в открытый исходный код, связав их с наставниками и партнерами по парному программированию, и определив проекты с открытым исходным кодом, которые приветствуют различных участников.
Также в 2014 году она разработала Contributor Covenant, используемое более, в чем 40 000 проектах с открытым исходным кодом, включая такие проекты, как Google, Microsoft и Apple. В 2016 году за разработку Contributor Covenant Эмке была присуждена награда Ruby Hero.
После того, как в марте 2014 года против основателя и генерального директора GitHub и его жены были выдвинуты обвинения в сексуальных домогательствах, Эмке присоединилась к Бетси Хайбель для создания сервиса «Culture Offset», позволяющий людям, которые не могли бойкотировать GitHub, вместо этого направлять пожертвования организациям, оказывающим помощь недопредставленным группам специалистов, работающим в технологической отрасли. Этот проект был представлен в журналах The Wall Street Journal и Wired.
В 2016 году она присоединилась к GitHub в качестве старшего разработчика в команде, которая разрабатывает функции управления сообществом и защиты от преследований для программной платформы. Она была уволена примерно через год, и 5 июля 2017 года опубликовала статью, в которой критиковала культуру GitHub и обстоятельства её увольнения. Её история была отражена в отчёте 2017 года о негласных оговорках и соглашениях о недооценке[уточнить], опубликованных CNN.
В 2018 году Эмке приняла участие в дискуссии на форуме Организации Объединенных Наций по вопросам бизнеса и прав человека в Женеве на тему «Технологические компании представляют собой угрозу правам человека».

## Взаимоотношения с различными движениями
Эмке называют сторонницей открытого исходного кода, однако она критикует понятия открытого и свободного программного обеспечения и предложила сделать вместо них «этичный исходный код» и «этичное открытое программное обеспечение» (фраза «open source software» используется сознательно), запрещающее лицензировать его хотя бы одним из:
- лицам, прямо или косвенно связанным с нарушением Всеобщей декларации прав человека ООН,
- лицам, нарушающим конвенции или рекомендации Международной организации труда,
- лицам, напрямую инвестировавшим в то, что значительно вредит глобальной реакции на изменение климата по мнению Секретариата ООН по изменению климата.

Кроме того, она выпустила лицензию, запрещающую использование ПО лицами и группами, активно и сознательно наносящими вред маргинализованным группам и их представителям. Брюс Перенс (сооснователь Open Source Initiative, определяющей открытость лицензии) считает, что «этические» лицензии не выдержат испытания в суде: например, нарушителем может быть государство или представитель маргинализованной группы, а понятие «вреда» субъективно; кроме того, для таких проблем следует использовать соответствующие законы, а не суд по авторским правам. Все такие запреты несовместимы с пунктами 5 и 6 Определения Open Source, запрещающими дискриминацию против людей или групп людей, или по цели применения. В ответ Эмке требует изменить Определение и отказывает OSI и FSF в авторитете определения открытости и свободности ПО. Надеясь изменить Определение, в феврале-марте 2020 года выдвигалась кандидатом на выборах в совет директоров Open Source Initiative, куда не прошла, но именно в это время OSI забанила в списке рассылки своего сооснователя Эрика Реймонда — по неподтверждённой информации (достоверность цитаты неизвестна, сообщение удалено), за критику подобной деятельности Эмке; это произошло через два месяца после ухода из OSI по другому поводу Брюса Перенса — другого сооснователя.
Наиболее известна Эмке содействием широкому принятию кодексов поведения для проектов и сообществ с открытым исходным кодом, в том числе созданием кодекса Contributor Covenant.
Действия Эмке в проектах с открытым исходным кодом вызывает беспокойство о возможной цензуре. Из-за этого Эмке неоднократно становилась мишенью для негативных сообщений, в том числе ультраправых организаций и блогеров (включая Breitbart News), она описала себя как «Печально известный воин социальной справедливости» после того, как ей дали это прозвище в статье новостного сайта Breitbart News о её присоединении к GitHub.

## Личная жизнь
Эмке — трансгендер, и она начала свой переход в марте 2014 года. Она публично рассказала о своем переходе в надежде помочь другим и дала несколько интервью о своём опыте перехода и работы в качестве транс-женщины в технологической сфере. Она также рассказала о своем опыте под названием «Он здесь больше не работает» на конференциях Keep Ruby Weird, Alterconf и Madison + Ruby.
Эмке пишет и записывает музыку и выпустила несколько альбомов под псевдонимом A Little Fire Scarecrow.